# Famille Memmo
Pour les articles homonymes, voir Memmo.
 (août 2024).
La famille Memmo, également écrite sous la forme Memo (les Memmi) est une famille patricienne de Venise.

## Historique
La famille Memmo serait — d'après Amelot, mais contredit par Giovanni Palazzi dans Fasti Ducales — la même que celle des Monegario, ou des Tribuno.
Ils érigent l'église Santa Maria Formosa et l'église Santa Sofia.

## Armes

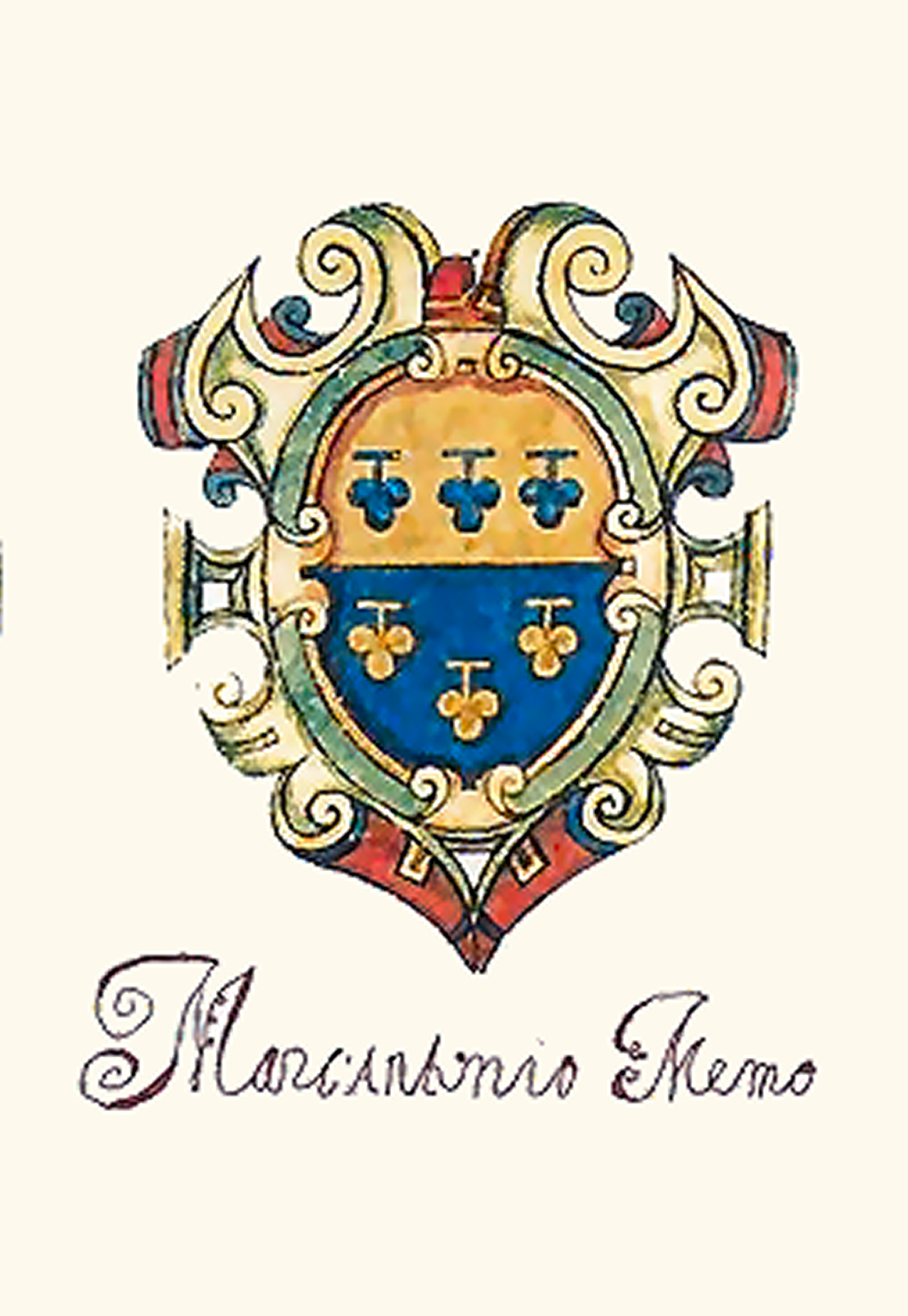
Armes des Memmo

Les armes de la famille se blasonnent ainsi un écu coupé d'or et d'azur avec trois pommes de cèdre sur chacune des partitions d'azur sur l'or et d'or sur l'azur.

## Personnalités
La famille donna aussi des procurateur de Saint-Marc, des ambassadeurs, des généraux.
- Tribuno Memmo, 25e doge de Venise élu en 979.
- Marcantonio Memmo, 91e doge de Venise élu en 1612.
- Andrea Memmo (1729 - 1793), patricien vénitien.
- Filippo Memmo, dernier procurateur de Saint-Marc à exercer la fonction seul vers 1231.

## Demeures

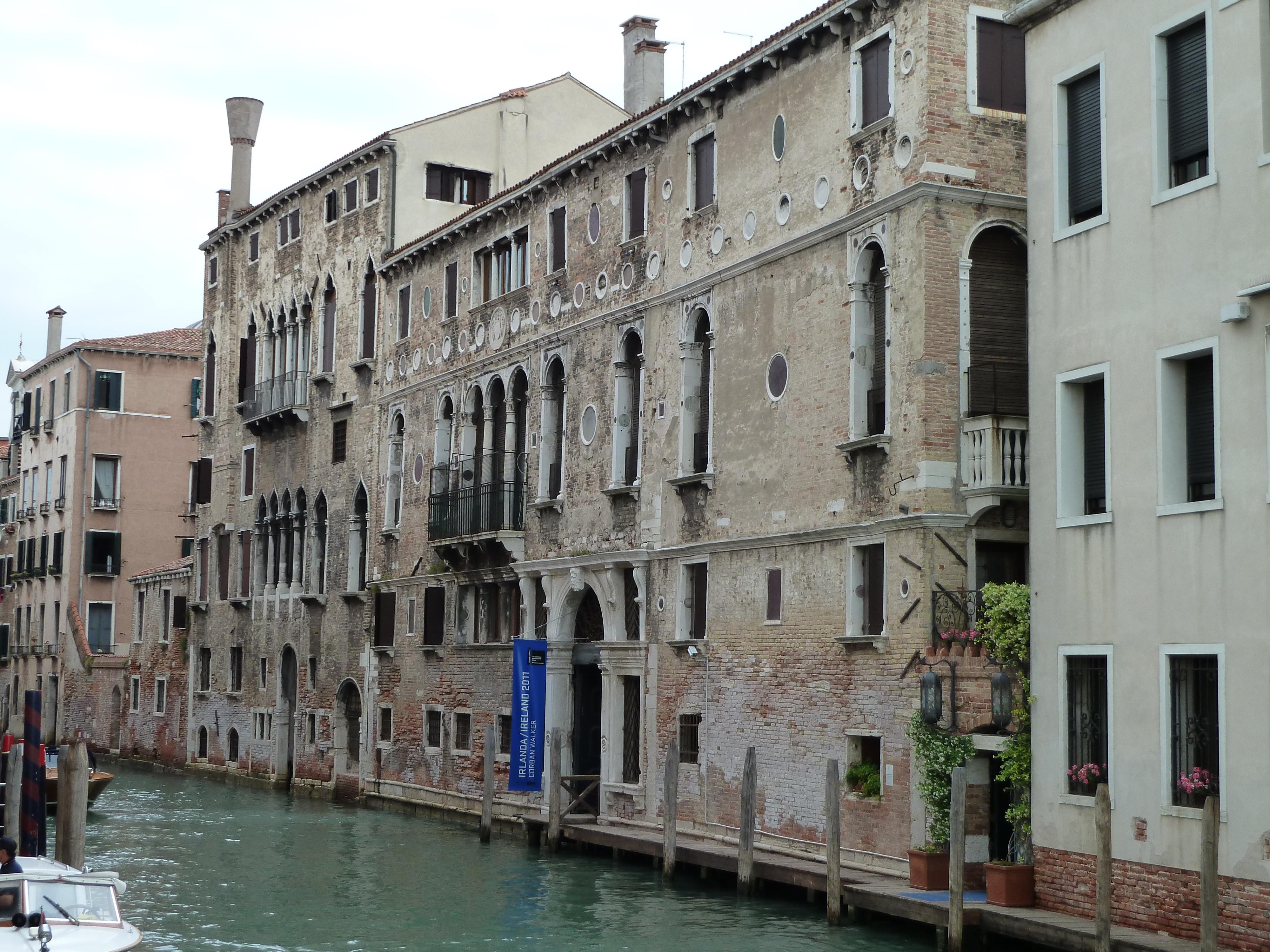
Palais Cappello Memmo

- Palais Memmo Martinengo Mandelli
- Palais Cappello Memmo
- Palazzetto Tron Memmo